# Drew Van Acker
 (août 2011).
Si vous disposez d'ouvrages ou d'articles de référence ou si vous connaissez des sites web de qualité traitant du thème abordé ici, merci de compléter l'article en donnant les références utiles à sa vérifiabilité et en les liant à la section « Notes et références ».
Drew Van Acker est un acteur et mannequin américain né le 2 avril 1986 à Philadelphie dans l'État de Pennsylvanie.
Il est surtout connu comme étant l'interprète du personnage de Jason DiLaurentis dans la série Pretty Little Liars et pour son rôle principal dans la série Tower Prep où il interprète le personnage de Ian Archer. Il joue également le rôle de Remi Delatour dans Devious Maids.

## Biographie

### Enfance
Il a vécu dans le New Jersey avant de s'installer à Los Angeles. Il a commencé sa carrière comme modèle pour le magazine Style.
C'est au lycée qu'il fait ses premiers pas en tant qu'acteur, lorsqu'il intègre la troupe de théâtre. Il participe également à des activités sportives telles que le football et la crosse. C'est d'ailleurs grâce à ses capacités au football qu'il décroche une bourse à l'université de Towson dans le Maryland. Durant ses études, il a poursuivi les cours de théâtre, avant de décider de s'investir davantage dans son jeu d'acteur. Il a donc poursuivi ses études à New York afin d'économiser assez d'argent pour pouvoir rejoindre Los Angeles où il a décidé de poursuivre son rêve.

### Carrière
En tant que modèle photo, il pose pour plusieurs magazines dont International Jock et Fantasticmag, et pour la marque American Eagle. Il a également été le représentant d'Abercrombie & Fitch, repéré par le photographe Bruce Weber.
En 2009, il fait son apparition à l'écran dans les séries Greek et Castle. La même année, il rejoint la distribution de la web-série produite et réalisée par Jason Priestley, The Lake, diffusée sur le site de la défunte chaîne The WB. Il interprète Ryan Welling.
En 2009, il obtient le premier rôle, Ian Archer, dans le pilote appelé Tower Prep. La série est diffusée courant 2010.
En 2011, il a rejoint le casting de la série télévisée Pretty Little Liars où il incarne Jason DiLaurentis, le frère mystérieux d'Alison. Il n'apparaît qu'à partir de la saison 2, le rôle de Jason étant précédemment joué par Parker Bagley qui a quitté la série.
En 2013, il intègre le casting de Devious Maids, dans le rôle de Remi Delatour.
En 2019, il fait une légère apparition dans la série Titans dans le rôle d'Aqualad (Garth)

## Filmographie

### Cinéma

#### Longs métrages
- 2012 : B17, la forteresse volante (Fortress) : Tremaine
- 2014 : Camouflage de Kyle T. Cowan de Mike Phillips : Tim Lounge
- 2019 : Life Like (en) de Josh Janowicz : James
- 2020 : Spy Intervention (en) de Drew Mylrea : Corey Gage
- 2021 : Last Survivors (en) de Drew Mylrea : Jake

### Télévision

#### Séries télévisées
- 2009 : Castle : Donny Kendall
- 2009 : Greek : Parker
- 2010 : Tower Prep : Ian Archer
- 2011-2017 : Pretty Little Liars : Jason DiLaurentis
- 2013-2015 : Devious Maids : Remi Delatour
- 2017 : Training Day : détective Tommy Campbell
- 2018 : Hell's Kitchen : lui-même
- 2018 : Titans : Garth / Aqualad

### Clips vidéos
- 2018 : Give Me Your Hand de Shannon K (en)
- 2024 : Diet Pepsi de Addison Rae